# Ants Leemets

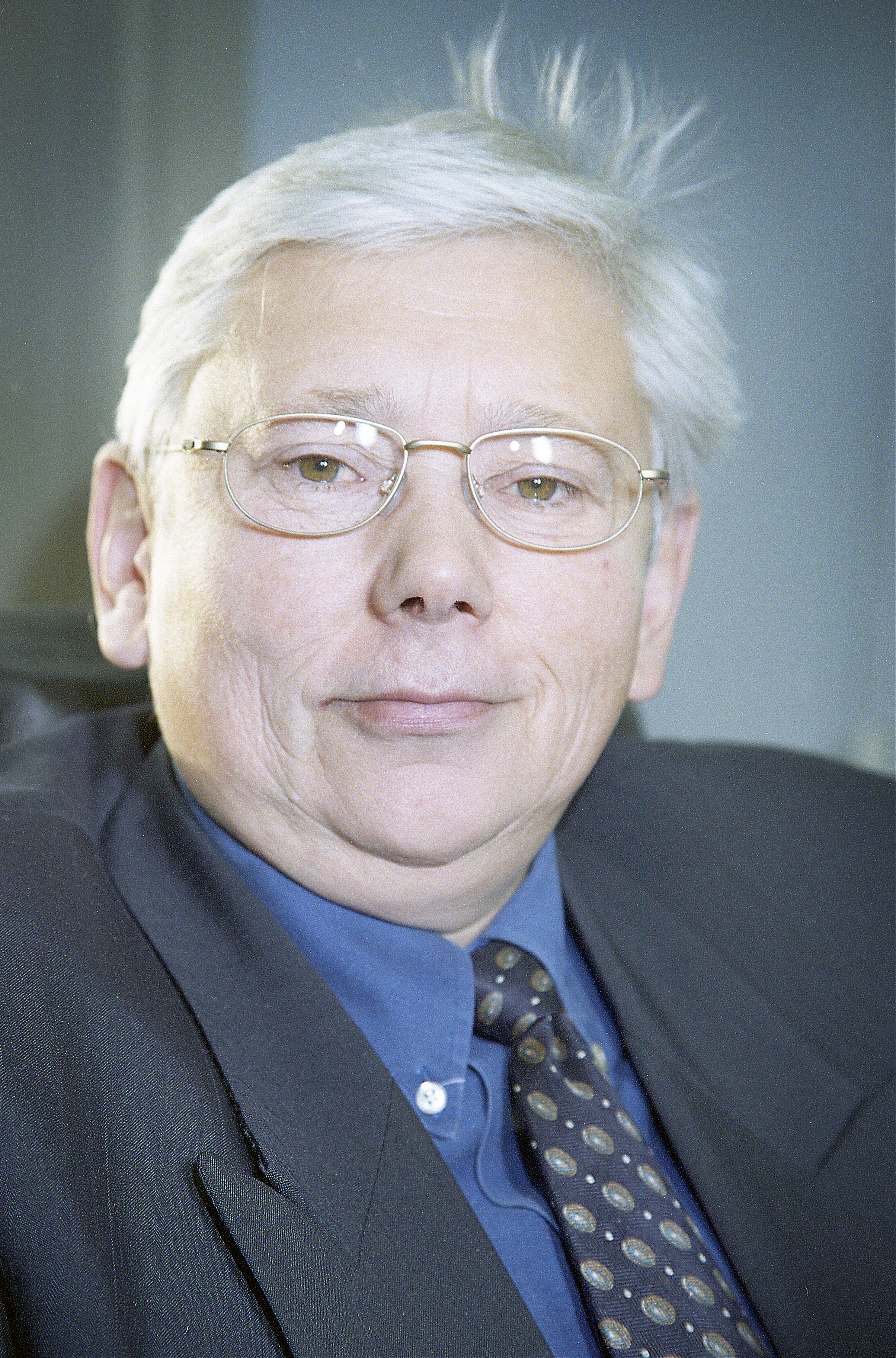
Ants Leemets (1999)

Ants Leemets (* 23. Juni 1950 in Rakvere; † 23. November 2019) war ein estnischer Politiker.

## Leben und Politik
Ants Leemets besuchte bis 1968 die Schule in seiner Heimatstadt Rakvere im Norden Estlands. 1976 schloss er sein Studium der Rechtswissenschaft an der Staatlichen Universität Tartu ab.
Nach der Wiedererlangung der estnischen Unabhängigkeit betätigte sich Leemets politisch. Von 1992 bis 1995 war er Landrat des Landkreises Lääne-Viru. Von April bis November 1995 war Leemts Minister ohne Geschäftsbereich in der Regierung von Ministerpräsident Tiit Vähi. Er war im Kabinett für Regionalfragen zuständig. Leemets gehörte der liberalen Estnischen Koalitionspartei (Eesti Koonderakond) an, die später in der Estnischen Reformpartei (Eesti Reformierakond) aufging.
Von 1996 bis März 1999 bekleidete Leemets das Amt des stellvertretenden Bürgermeisters der estnischen Hauptstadt Tallinn. 1999 war er als Nachrücker kurzzeitig Abgeordneter im estnischen Parlament (Riigikogu). Von November 1999 bis Mai 2001 war Leemets erneut stellvertretender Bürgermeister von Tallinn.
Ab 2002 leitete Leemets die neugegründeten Museums-Stiftung Virumaa muuseumid, die dem estnischen Kulturministerium untersteht. Daneben war er von 2001 bis 2013 Präsident der estnischen Vereinigung körperbehinderter Menschen (Eesti Liikumispuudega Inimeste Liit – ELIL) sowie von 2017 bis zu seinem Tod deren Ehrenpräsident. Ab 2009 war Leemets außerdem Mitglied des Stadtrats von Tallinn.
2019 wurde ihm die Ehrenmedaille der Stadt Tallinn verliehen.